# Mulde (naturreservat)
Mulde är ett naturreservat i Fröjels socken på västra Gotland.

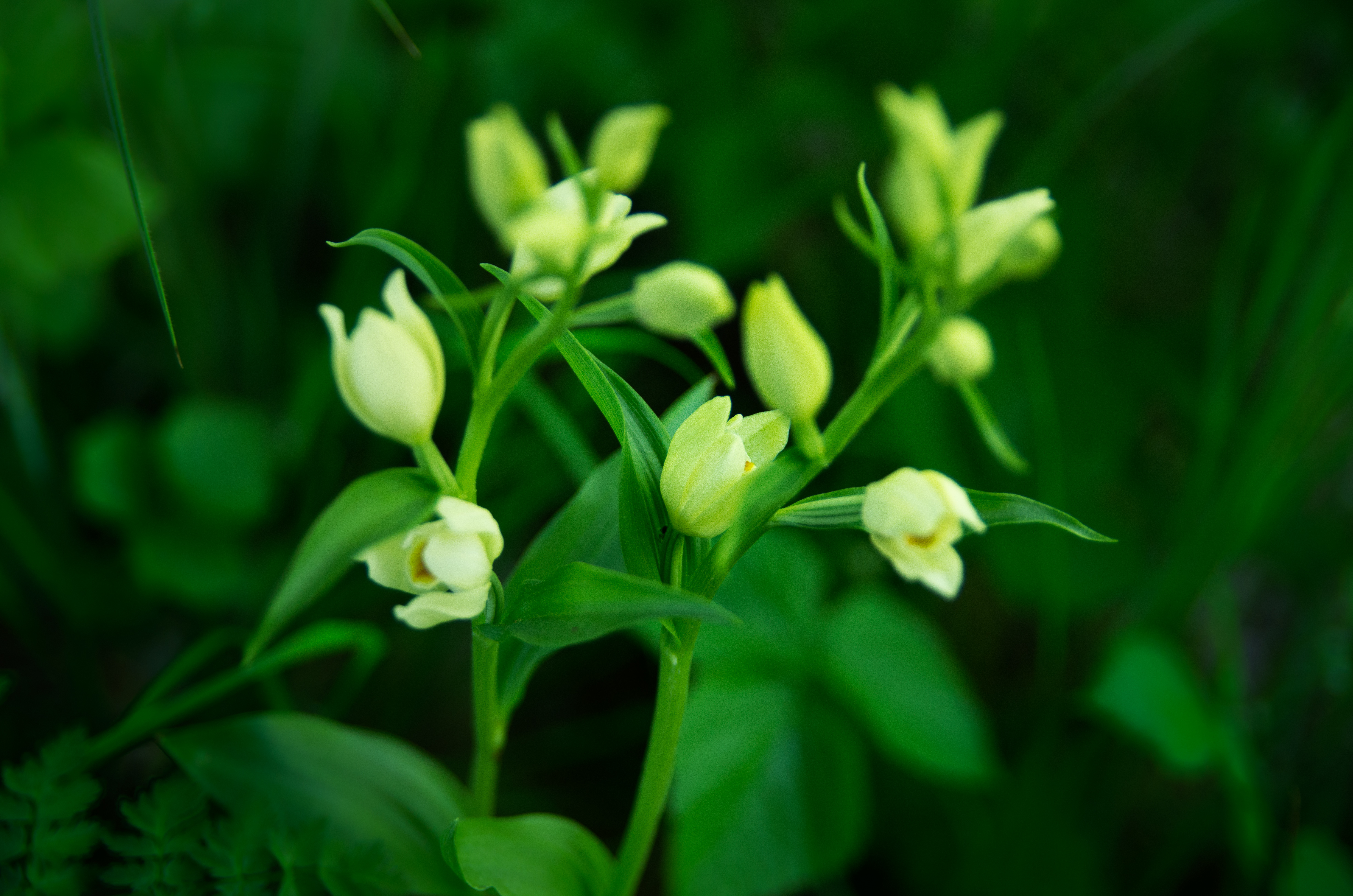
Mulde naturreservats huvudsyfte var att skydda områdets bestånd av mycket sällsynta storsysslan, även kallad stor skogslilja, Cephalanthera damasonium.

Mulde är ett skogsområde längs med klintkanten efter kusten ungefär 3 kilometer söder om Klintehamn. I reservatet klänger murgrönan på träden och på marken växer de ovanliga orkidéerna rödsyssla och storsyssla och därtill svärdsyssla, nästrot och tvåblad.